# Живеш тільки двічі (фільм)
«Живеш тільки двічі» (англ. You Only Live Twice) — 5-й кінофільм про англійського суперагента Джеймса Бонда. Екранізація однойменної новели Яна Флемінга.

## Сюжет
За час роботи Бонда в секретній службі у нього назбиралось багато ворогів і, щоб забезпечити життя агента, спецслужби інсценують убивство Бонда в номері гонконгівського готелю і похорон на борту корабля, де, як капітана третього рангу королівського ВМФ, його тіло скидають у море.
Терористи організації SPECTRE за допомогою власного космічного корабля просто в космосі викрадають космічний корабель США з космонавтами на борту. Американський уряд звинувачує у викраденні Радянський Союз і лише представники Великої Британії пропонують не поспішати з висновками, поки їхній агент не розслідує цю справу. За їхніми даними об'єкт, який викрав корабель, приземлився десь в Японії. Саме туди й прямує Джеймс Бонд — агент 007. Там за допомогою багатого японця Тайгера Танакі і дівчат Аки і Кісси Сузукі він проводить розслідування, яке виводить його на великого японського підприємця Осато на одному з островів Японії. За допомогою літального апарата «Q», Бонд оглядає острів, де на нього нападають невідомі, але агентові 007 вдається відбитись.
Тим часом той самий об'єкт викрадає радянський космічний корабель. Радянський Союз звинувачує у викраденні американців, а американці вважають, що Радянський Союз навмисно інсценує викрадення. Дві наддержави близькі до війни. Таємничий корабель сідає на цьому острові, де його й помічає Бонд. Тим часом США планує запустити новий космічний апарат. У разі його викрадення почнеться нова світова війна між США і СРСР. Бонд швидко знаходить таємну базу СПЕКТРа, де й сідає космічний корабель. За допомогою людей Танаки, Бонд знищує базу терористів і їхній космічний корабель, запобігаючи тим самим світовій війні. Але «номер перший» СПЕКТРа, Блофельд убиває свого спільника Осато і втікає.

## У ролях
- Шон Коннері — Джеймс Бонд.
- Акіко Вакабаясі — Акі
- Міє Хама — Кіссі Сузукі
- Дональд Плезенс — Ернст Ставро Блофельд
- Карін Дор — Нельга Брандт
- Тецуро Тамба — Тайгер Танака
- Теру Сімада — Містер Осато
- Бернард Лі — M
- Лоїс Максвелл — Міс Маніпенні
- Десмонд Ллевелін — Q
- Чарльз Грей — Дікко Гендерсон
- Тсай Чін — Лінг
- Рональд Річ — Ганс (охоронець Блофельда)
- Рік Янг - китайський агент на базі СПЕКТР (в титрах не вказаний)